# Palio di Fucecchio
Il Palio delle Contrade Città di Fucecchio, comunemente detto Palio di Fucecchio, è una manifestazione  rievocativa di una Contesa tenutasi a Fucecchio intorno al 1200.  In origine denominato Palio della Lancia, si corre la penultima domenica del mese di maggio. La corsa prevede due batterie e una finale, su cavalli montati a pelo dai fantini.

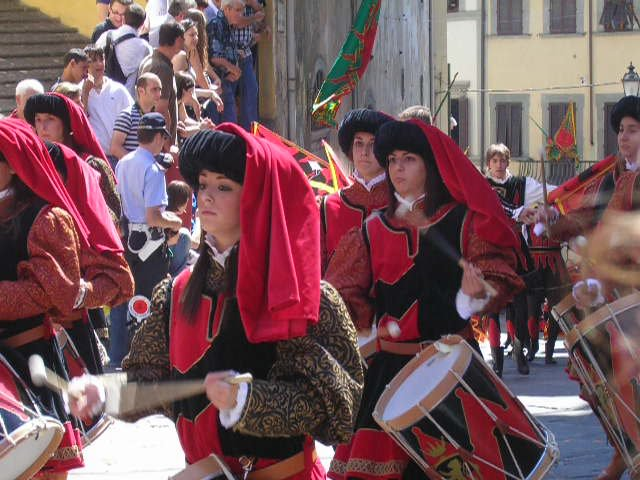
Sfilata storica del Palio di Fucecchio

## Storia
L'ultima edizione storica di cui si ha notizia dagli archivi storici locali, risale al 14 giugno 1863. Fu solamente a partire dagli anni ottanta che la giostra tornò a vivere con regolarità. Precursore del Palio moderno fu il "Gruppo donatori di sangue Fratres", il quale nel 1980 organizzò una corsa tra pony per promuovere la donazione di sangue. Dall'anno seguente si decise di organizzare un vero e proprio Palio delle Contrade, con i cavalli montati a sella.
Dopo un iniziale presenza di sedici contrade, nel 1984 il numero scese definitivamente alle attuali dodici. Dal 1987 viene introdotto il canapo e  viene abbandonata la sella
Dal 1995 il Gruppo donatori di sangue FRATRES lasciò il Palio nelle mani dell'Amministrazione comunale, in quanto cresciuto molto rispetto a come era nato. La manifestazione si svolge all'interno della "ex cava d'Andrea" chiamata comunemente dai fucecchiesi "La buca": un ippodromo naturale adatto alle corse dei cavalli.
Nel 2000 si svolse un Palio Straordinario per celebrare il giubileo. Questa edizione fu corsa in notturna e fu vinta da Porta Bernarda con Salvatore Ladu su Bandito.
Nel 2001 il palio non venne assegnato a causa dell'invasione di pista della contrada Cappiano.
La terra della "buca" è stata calcata dai più forti fantini italiani: da Aceto a Cianchino, dal Pesse a Trecciolino passando per altri importanti fantini come Massimino II, Il Bufera, Bucefalo, Bastiano arrivando fino alle più giovani promesse come Gingillo, Lo Zedde, Bighino, Sgaibarre, Velluto, Tittia, Vittorio.

## Contrade
Le contrade partecipanti al Palio di Fucecchio sono dodici.
Inizialmente le contrade erano sedici, considerate anche Querce, Biagioni, Galleno e Vedute. 
Querce, Biagioni hanno corso solo un palio (1981)
Mentre Galleno ha corso due palii (1981, 1982)
- Contrada Borgonovo
- Contrada Botteghe
- Granducale Contrada Cappiano
- Contrada Ferruzza
- Contrada Massarella
- Nobile Contrada Porta Bernarda

- Contrada Capitana Porta Raimonda
- Contrada Querciola
- Contrada Samo
- Contrada San Pierino
- Nobile Contrada Sant'Andrea
- Contrada Torre

## Albo d'oro
| Anno | Contrada vincitrice                          | Fantino                                      | Cavallo                                      | Note | Capitani Vittoriosi |
| ---- | -------------------------------------------- | -------------------------------------------- | -------------------------------------------- | --- | ------------------- |
| 1981 | Ferruzza                                     | Luca Sardelli                                | Vola Vola                                    | |                     |
| 1982 | Querciola                                    | Sergio Castaldo                              | Terremoto                                    | |                     |
| 1983 | Borgonovo                                    | Alberto Antinori detto Albertino             | Vipera Bionda                                | |                     |
| 1984 | Cappiano                                     | Renato Gigliotti detto David                 | Marta                                        | |                     |
| 1985 | Botteghe                                     | Vittorio Ceciarelli                          | Zar                                          | La Contrada Borgonovo vinse questa edizione ma gli venne revocata a causa di scorrettezze. Il Palio venne assegnato a Botteghe, che era arrivata seconda. |                     |
| 1986 | Borgonovo                                    | Fabrizio Ungheria                            | Swam                                         | |                     |
| 1987 | Sant'Andrea                                  | Maurizio Farnetani detto Bucefalo            | La Scodata                                   | Da questa edizione i fantini monteranno a pelo |                     |
| 1988 | Borgonovo                                    | Vincenzo Foglia detto Frasca                 | Conte Violet                                 | |                     |
| 1989 | Porta Bernarda                               | Andrea Degortes detto Aceto                  | Stuchys                                      | |                     |
| 1990 | Botteghe                                     | Dario Colagè detto Il Bufera                 | Pomponia                                     | |                     |
| 1991 | Sant'Andrea                                  | Angelo De Pau detto Il Nano                  | Ulita Deis                                   | |                     |
| 1992 | Porta Bernarda                               | Angelo De Pau detto Il Nano                  | Ulita Deis                                   | |                     |
| 1993 | Porta Raimonda                               | Salvatore Ladu detto Cianchino               | Cotton Quick                                 | |                     |
| 1994 | Querciola                                    | Giuseppe Pes detto Il Pesse                  | Grand Prix                                   | |                     |
| 1995 | Borgonovo                                    | Massimo Donatini detto Incisivo              | Mighty Dragon                                | |                     |
| 1996 | Porta Raimonda                               | Giuseppe Pes detto Il Pesse                  | Allez Reef                                   | |                     |
| 1997 | Querciola                                    | Angelo De Pau detto Il Nano                  | Jalmood The Best                             | |                     |
| 1998 | Massarella                                   | Massimo Coghe detto Massimino II             | Golden Lucky                                 | |                     |
| 1999 | Porta Raimonda                               | Giuseppe Pes detto Il Pesse                  | Butch Cassidy                                | |                     |
| 2000 | Massarella                                   | Gianluigi Mureddu detto Pollicino            | Shakuntala                                   | |                     |
| 2000 | Porta Bernarda                               | Salvatore Ladu detto Cianchino               | Bandito                                      | Palio del Giubileo |                     |
| 2001 | Palio non assegnato                          | Palio non assegnato                          | Palio non assegnato                          | Palio non assegnato |                     |
| 2002 | Porta Bernarda                               | Dino Pes detto Velluto                       | Mowgli                                       | |                     |
| 2003 | Massarella                                   | Claudio Bandini detto Batticuore             | Ombre Rosse                                  | |                     |
| 2004 | Massarella                                   | Claudio Bandini detto Batticuore             | Elisir di Logudoro                           | |                     |
| 2005 | San Pierino                                  | Giovanni Atzeni detto Tittia                 | Fidels                                       | |                     |
| 2005 | Porta Bernarda                               | Virginio Zedde detto Lo Zedde                | Ellison                                      | Palio straordinario |                     |
| 2006 | San Pierino                                  | Antonio Villella detto Sgaibarre             | Falco Doglia                                 | |                     |
| 2007 | San Pierino                                  | Alberto Ricceri detto Salasso                | Grein                                        | |                     |
| 2008 | Porta Bernarda                               | Silvano Mulas detto Voglia                   | Igor de Mores                                | |                     |
| 2009 | Sant'Andrea                                  | Alberto Ricceri detto Salasso                | Mississippi                                  | |                     |
| 2010 | San Pierino                                  | Virginio Zedde detto Lo Zedde                | Melantò de Aighenta                          | |                     |
| 2011 | Samo                                         | Simone Mereu detto Deciso                    | Narcisco                                     | |                     |
| 2012 | Sant'Andrea                                  | Giuseppe Zedde detto Gingillo                | Nanneddu                                     | |                     |
| 2013 | Torre                                        | Valter Pusceddu detto Bighino                | Nino's                                       | |                     |
| 2014 | Querciola                                    | Simone Mereu detto Deciso                    | Bomario da Clodia                            | |                     |
| 2015 | Querciola                                    | Simone Mereu detto Deciso                    | Tavel Pontadour                              | |                     |
| 2016 | Massarella                                   | Giuseppe Zedde detto Gingillo                | Matato                                       | Palio rinviato al giorno successivo per oscurità |                     |
| 2017 | Sant'Andrea                                  | Gavino Sanna                                 | Tiepolo                                      | |                     |
| 2018 | Samo                                         | Valter Pusceddu detto Bighino                | Quan King                                    | |                     |
| 2019 | Sant'Andrea                                  | Gavino Sanna                                 | Red Riu                                      | |                     |
| 2020 | Palio non corso (causa pandemia di COVID-19) | Palio non corso (causa pandemia di COVID-19) | Palio non corso (causa pandemia di COVID-19) | Palio non corso (causa pandemia di COVID-19) |                     |
| 2021 | Borgonovo                                    | Gavino Sanna                                 | Adone da Clodia                              | Palio disputato straordinariamente nel mese di Settembre                                                                                                  |                     |
| 2022 | San Pierino                                  | Dino Pes detto Velluto                       | Zia Zelinda                                  | | Raffaele Arnone     |
| 2023 | Sant'Andrea                                  | Gavino Sanna                                 | Banzay                                       | | Manuel Spagli       |
| 2024 | Porta Raimonda                               | Francesco Caria detto Tremendo               | Blue Star                                    | | Marco Costantini    |
| 2025 | Samo                                         | Gavino Sanna                                 | El Rey                                       | | Lorenzo Puccinelli  |

### Classifica vittorie
| Contrada       | Vittorie                |
| -------------- | ----------------------- |
| Sant'Andrea    | 7                       |
| Porta Bernarda | 6 di cui 2 straordinari |
| Borgonovo      | 5                       |
| Querciola      | 5                       |
| Massarella     | 5                       |
| San Pierino    | 5                       |
| Porta Raimonda | 4                       |
| Samo           | 3                       |
| Botteghe       | 2                       |
| Torre          | 1                       |
| Cappiano       | 1                       |
| Ferruzza       | 1                       |